# Білоруський Гельсінський комітет
Білоруський Гельсінський комітет (БХК) — це незалежна, некомерційна, правозахисна неурядова організація, створена для здійснення гуманітарної діяльності в Білорусі. БГК працює на основі самоврядування та об'єднує громадян Білорусі на основі спільних інтересів. У своїй діяльності комітет незалежний від державних та економічних органів, політичних та громадських організацій — відносини з ними ґрунтуються на партнерстві, діалозі та співпраці.

## Історія
Заснування БГК стало реакцією на диктатуру в Білорусі того часу, а каталізатором процесу його повстання стало зневаження національного біло-червоно-білого прапора. Засновниками Білоруського Гельсінського комітету стали відомі громадські, політичні та культурні діячі країни: Василь Биков (перший голова наглядового сейму БГК), Ригор Барадулін, Радим Гарецький, Світлана Алексієвич, Генадзь Бураукін, Юрій Хадика та Карлос Шерман. Першим головою асоціації була Тетяна Протько. З 2008 року організацію очолює Олег Гулак.
У травні 1999 року Міністерство юстиції Білорусі направило попередження БГК за участь їх представників у «альтернативних» президентських виборах, оголошених Центральною виборчою комісією під керівництвом Віктора Гончара.
1 жовтня 2021 року Верховний суд Республіки Білорусь ліквідував БХК, яка на той час була передостанньою правозахисною організацією в країні. Підставою було названо, що БХК нібито заплатив гонорари за спостереження на президентських виборах двом людям. Проте БХК заявив про продовження своєї діяльності.
У липні 2022 року Білоруський Гельсінський комітет отримав консультативний статус при ЕКОСОР ООН, ставши першою білоруською НУО з таким статусом.

## Діяльність БГК
Діяльність БГК включає:
- виявлення порушень прав людини;
- юридична допомога конкретним людям (БГК щорічно отримує до 2000 скарг);
- регулярні семінари та тренінги з прав людини для молодіжних активістів та юристів;
- видання спеціальної літератури;
- різні заходи, спрямовані на привернення уваги громадськості до проблем порушення прав людини в Білорусі;
- аналіз законодавства та вироблення пропозицій щодо його вдосконалення: вже підготовлені пропозиції щодо Кримінального кодексу, трудового законодавства, законів про ЗМІ, виборах, а також Конституції Білорусі.

На практиці члени БГК брали участь у роботі місій Гельсінської федерації та, зокрема, вивчали ситуацію з правами людини в Придністров'ї (Молдова), Північному Кавказі (РФ), Таджикистані, Узбекистані та Україні. Крім того, представники БГК брали участь у багатьох «звичайних» та «резонансних» справах — захищали:
- Павло Шеремет, Валерій Щукін, Ірина Маковецька та інші журналісти;
- «Народна воля» та «Белорусская деловая газета»;
- Юрій Бандажевський, Андрій Клімов та інші в'язні совісті;
- родичі зниклих Юрія Захаранки, Віктора Гончара, Анатолія Красовського, Дмитра Завадського;
- віряни різних конфесій;
- кандидати в депутати та президенти;
- учасники мирних демонстрацій;
- підприємці та соціально незахищені громадяни;
- біженців, в'язнів, з якими жорстоко поводились у в'язницях, та сотні інших людей.

### Фінансовий аспект БГК
БГК повинен був сплатити до бюджету понад 205 млн. білоруських рублів податків та пені за те, що 2002—2003 було використано гранти Європейської комісії, які, згідно з міжнародними угодами Білорусі, надавались у режимі без оподаткування.
Вважаючи рішення інспекції Міністерства з податків та зборів незаконним, БГК оскаржив його в суді. Національні суди усіх інстанцій вирішили, що правозахисники не повинні покривати нічого в бюджеті.
Однак, напередодні президентських виборів 2006 року, за якими спостерігав БГК, рішення господарських судів переглядалися Президією Найвищого господарського суду. Інспекція Міністерства з податків та зборів описала та вилучила майно БГК на суму 255 тис. руб. Рахунки організації були заарештовані.
Однак 2006 року через відсутність злочину Департамент фінансових розслідувань Комітету державного контролю закрив кримінальну справу за ухилення від сплати податків проти посадових осіб БГК.

### Міжнародна діяльність БГК
1998 року БГК нагороджений премією Європейського Союзу та США за внесок у розвиток громадянського суспільства.